# Тест внимания d2
Тест внимания d2 — психометрический метод оценки избирательного и устойчивого внимания, а также скорости переработки визуальной информации. Задание относится к групповым корректурным тестам: испытуемому предъявляется набор схожих символов, среди которых нужно быстро выбирать определённые целевые стимулы. Тест d2 широко применяется в когнитивной психологии и нейропсихологической диагностике для измерения концентрации внимания, оценки исполнительных функций и выявления дефицитов внимания (например, при расстройствах типа СДВГ). По данным исследований, d2 является одним из наиболее распространённых тестов внимания в Европе.

## История
Методика была разработана немецким психологом Рольфом Брикенкампом в начале 1960-х годов. Первая версия теста опубликована в 1962 году под названием ‘‘Aufmerksamkeits-Belastungs-Test d2’’ и издавалась в Гёттингене издательством Hogrefe. Тест быстро получил распространение в Европе как простой и надёжный способ количественно измерять концентрацию внимания. В последующие десятилетия методика неоднократно пересматривалась и расширялась автором: к 9-му изданию (2002 г.) были обновлены нормы и улучшены инструкции. В 1990-х годах тест d2 был адаптирован для применения в США благодаря сотрудничеству Р. Брикенкампа и американского психолога Эрика Циллмера, что привело к изданию англоязычного руководства в 1998 году. В 2010-х годах была выпущена ревизия методики под названием d2-R (Revision), включающая дополнительные практические упражнения, удлинённые ряды стимулов для предотвращения «потолочного эффекта» и актуализированные нормативные данные. В настоящее время тест переведён на ряд языков, включая русский, и остаётся востребованным инструментом в клинической, педагогической и организационной психологии.

## Описание методики
Тест d2 представляет собой корректурное задание, где испытуемому предлагается таблица, состоящая из строк с печатными буквами «d» и «p», снабжёнными небольшими штрихами сверху или снизу. Некоторые буквы «d» имеют в сумме два штриха (например, по одному сверху и снизу, или два сверху и ни одного снизу и т.д.) — именно они являются целевыми стимулами, которые нужно отмечать. Остальные символы (буквы «d» с отличным от двух количеством штрихов, а также любые варианты буквы «p») выступают в роли distractor-элементов, которые зачёркивать не следует. Испытуемый должен последовательно просматривать строки и как можно быстрее зачёркивать каждую букву «d» с двумя черточками, пропуская все прочие символы. Задание выполняется на время: обычно отводится фиксированный промежуток (например, 20 секунд) на каждую строку, после чего испытуемый переходит к следующей строке по сигналу экспериментатора. Стандартный бланк теста d2 содержит 14 строк по 47 символов в каждой, что обеспечивает общее время прохождения порядка 4–5 мину. Перед началом основного задания обычно даётся краткая пробная строка для понимания инструкции.
По окончании выполнения подсчитываются различные показатели продуктивности и точности. К основным параметрам относятся: общее количество просмотренных символов (показатель скорости обработки), число правильно зачёркнутых целевых букв (правильные ответы), число ошибок пропуска (пропущенных целевых стимулов) и ошибок комиссий (неверно зачёркнутых символов-дистракторов). На основе этих данных рассчитывается индекс «концентрации внимания» — как правило, он определяется как число правильно выполненных отметок минус количество допущенных ошибок. Для теста d2 разработаны нормативные значения результатов в зависимости от возраста; как правило, показатели улучшаются от детства к молодому взрослению, достигая плато у взрослых. Современные исследования также отмечают эффект постепенного повышения средних результатов d2 у взрослых за последние десятилетия (возможно, аналог «эффекта Флинна» для когнитивной сферы внимания).

## Основные положения и применение
Тест d2 оценивает способность человека поддерживать концентрацию на простом монотонном задании и эффективно отфильтровывать нерелевантные стимулы. Получаемые результаты отражают сразу несколько аспектов внимания: выборочность (способность выделять нужные стимулы), устойчивость (умение длительно сохранять фокус без отвлечения) и психомоторную скорость обработки информации. Высокие показатели по тесту d2 свидетельствуют о хорошем уровне концентрации и работоспособности, тогда как низкие результаты могут указывать на дефициты внимания, склонность к отвлекаемости, утомляемость либо замедленное перерабатывание информации. Методика находит широкое применение при нейропсихологическом обследовании — например, при скрининге когнитивных нарушений после черепно-мозговых травм, инсультов, при нейродегенеративных заболеваниях. Тест также используется в клинической психологии и психиатрии: его включают в батареи диагностики синдрома дефицита внимания и гиперактивности (СДВГ), при оценке шизофрении и других расстройств, сопровождающихся нарушениями внимани. Помимо клиники, тест d2 применяется в профессиональной и спортивной психологии для отбора персонала на должности, требующие повышенного внимания (например, операторы, водители транспорта, диспетчеры), а также для мониторинга концентрации у спортсменов.

## Критика и ограничения
Специалисты отмечают, что несмотря на высокую надёжность и информативность, тест d2 имеет ряд ограничений. Во-первых, на результаты существенное влияние оказывает психомоторная скорость испытуемого: медлительные, но внимательные участники могут получить низкий общий балл, хотя их собственно качество внимания остаётся удовлетворительным. Поэтому рекомендуется анализировать не только суммарные показатели, но и соотношение скорости и точности (число ошибок) при интерпретации профиля d2. Во-вторых, важную роль играет мотивация и понимание инструкции: при недостаточном старании или неправильном восприятии задания испытуемый может показать искусственно заниженный результат. В-третьих, тест d2 измеряет преимущественно базовые перцептивно-внимательные возможности и не оценивает сложные аспекты произвольного внимания в реальных условиях. Таким образом, для всесторонней оценки когнитивных функций рекомендуется дополнять d2 другими методиками, включая тесты на разделённое внимание, память и исполнительные функции. Тем не менее, в своей нише (быстрая количественная оценка концентрации) тест d2 зарекомендовал себя как надёжный инструмент с проверенной валидностью, и его критика в основном касается узкой специфики измеряемых способностей, а не качества теста как такового.